# Atletiek op de Olympische Zomerspelen 2020 – 4×100 meter vrouwen
De 4×100 meter voor vrouwen  op de Olympische Zomerspelen 2020 vond plaats op donderdag 5 en vrijdag 6 augustus 2021 in het  Olympisch Stadion. 

## Records
Voorafgaand aan het toernooi waren dit het wereldrecord en het olympisch record.
| Wereldrecord     | Verenigde Staten Tianna Madison Allyson Felix Bianca Knight Carmelita Jeter | 40,82 | Londen | 10 augustus 2012 |
| Olympisch record |                                                                             |       |        |                  |

## Resultaten

### Series
De drie snelsten van elke serie kwalificeerden zich direct voor de finale (Q). Van de overgebleven atleten kwalificeerden de twee tijdsnelsten zich ook voor de finale (q).

#### Serie 1
| Rang | Baan | Land | Atleten                                                                           | Reactie | Tijd  | Bijz. |
| ---- | ---- | ---- | --------------------------------------------------------------------------------- | ------- | ----- | ----- |
| 1    | 5    | GBR  | Asha Philip, Imani Lansiquot, Dina Asher-Smith, Daryll Neita                      | 0,132   | 41,55 | NR, Q |
| 2    | 4    | USA  | Javianne Oliver, Teahna Daniels, English Gardner, Aleia Hobbs                     | 0,140   | 41,90 | SB, Q |
| 3    | 6    | JAM  | Briana Williams, Natasha Morrison, Remona Burchell, Shericka Jackson              | 0,180   | 42,15 | SB, Q |
| 4    | 3    | FRA  | Carolle Zahi, Orlann Ombissa-Dzangue, Gémima Joseph, Cynthia Leduc                | 0,156   | 42,68 | SB, q |
| 5    | 2    | NED  | Nadine Visser, Dafne Schippers, Marije van Hunenstijn, Naomi Sedney               | 0,151   | 42,81 | SB, q |
| 6    | 9    | ITA  | Irene Siragusa, Gloria Hooper, Anna Bongiorni, Vittoria Fontana                   | 0,143   | 42,84 | NR    |
| 7    | 8    | JPN  | Hanae Aoyama, Mei Kodama, Ami Saito, Remi Tsuruta                                 | 0,145   | 43,44 | SB    |
| 8    | 7    | ECU  | Marizol Landázuri, Gabriela Anahí Suárez, Yuliana Angulo, Ángela Gabriela Tenorio | 0,141   | 43,69 | NR    |

#### Serie 2
| Rang | Baan | Land | Atleten                                                                          | Reactie | Tijd  | Bijz. |
| ---- | ---- | ---- | -------------------------------------------------------------------------------- | ------- | ----- | ----- |
| 1    | 7    | GER  | Rebekka Haase, Alexandra Burghardt, Tatjana Pinto, Gina Lückenkemper             | 0,216   | 42,00 | SB, Q |
| 2    | 6    | SUI  | Riccarda Dietsche, Ajla del Ponte, Mujinga Kambundji, Salome Kora                | 0,166   | 42,05 | NR, Q |
| 3    | 3    | CHN  | Liang Xiaojing, Ge Manqi, Huang Guifen, Wei Yongli                               | 0,137   | 42,82 | Q     |
| 4    | 8    | POL  | Marika Popowicz-Drapała, Klaudia Adamek, Paulina Paluch, Pia Skrzyszowska        | 0,156   | 43,09 | SB    |
| 5    | 2    | BRA  | Bruna Jessica Farias, Ana Cláudia Lemos, Vitória Cristina Rosa, Rosângela Santos | 0,128   | 43,15 | SB    |
| 6    | 4    | NGR  | Oluwatobiloba Amusan, Nzubechi Grace Nwokocha, Patience Okon George, Ese Brume   | 0,164   | 43,25 |       |
| 7    | 5    | DEN  | Mathilde Kramer, Astrid Glenner-Frandsen, Emma Beiter Bomme, Ida Karstoft        | 0,157   | 43,51 | NR    |
| 8    | 9    | TTO  | Khalifa St, Fort, Michelle-Lee Ahye, Kai Selvon, Kelly-Ann Baptiste              | 0,196   | 43,62 | SB    |

### Finale
| Rang   | Baan | Land | Atleten                                                                           | Reactie | Tijd  | Bijz. |
| ------ | ---- | ---- | --------------------------------------------------------------------------------- | ------- | ----- | ----- |
| Goud   | 8    | JAM  | Briana Williams, Elaine Thompson-Herah, Shelly-Ann Fraser-Pryce, Shericka Jackson | 0,188   | 41,02 | NR    |
| Zilver | 6    | USA  | Javianne Oliver, Teahna Daniels, Jenna Prandini, Gabrielle Thomas                 | 0,132   | 41,45 | SB    |
| Brons  | 5    | GBR  | Asha Philip, Imani Lansiquot, Dina Asher-Smith, Daryll Neita                      | 0,121   | 41,88 |       |
| 4      | 7    | SUI  | Riccarda Dietsche, Ajla del Ponte, Mujinga Kambundji, Salome Kora                 | 0,166   | 42,08 |       |
| 5      | 4    | GER  | Rebekka Haase, Alexandra Burghardt, Tatjana Pinto, Gina Lückenkemper              | 0,196   | 42,12 |       |
| 6      | 9    | CHN  | Liang Xiaojing, Ge Manqi, Huang Guifen, Wei Yongli                                | 0,160   | 42,71 | SB    |
| 7      | 3    | FRA  | Carolle Zahi, Orlann Ombissa-Dzangue, Gémima Joseph, Cynthia Leduc                | 0,146   | 42,89 |       |
|        | 2    | NED  | Nadine Visser, Dafne Schippers, Marije van Hunenstijn, Naomi Sedney               | 0,148   |       | DNF   |

1928: Rosenfeld, Smith, Bell, Cook ·
1932: Carew, Furtsch, Rogers, Von Bremen ·
1936: Bland, Rogers, Robinson, Stephens ·
1948: Stad-de Jong, Witziers-Timmer, van der Kade-Koudijs, Blankers-Koen ·
1952: Faggs, Jones, Moreau, Hardy ·
1956: Strickland, Croker, Mellor, Cuthbert ·
1960: Hudson, Williams, Jones, Rudolph ·
1964: Ciepły, Kirszenstein, Górecka, Kłobukowska ·
1968: Ferrell, Bailes, Netter, Tyus ·
1972: Krause, Mickler-Becker, Richter, Rosendahl ·
1976: Oelsner, Stecher, Bodendorf, Eckert ·
1980: Müller, Wöckel, Auerswald, Göhr ·
1984: Brown, Bolden, Cheeseborough, Ashford ·
1988: Brown, Echols, Griffith-Joyner, Ashford ·
1992: Ashford, Jones, Guidry, Torrence ·
1996: Devers, Miller, Gaines, Torrence ·
2000: Fynes, Sturrup, Davis, Ferguson ·
2004: Lawrence, Simpson, Bailey, Campbell ·
2008: Borlée, Mariën, Ouédraogo, Gevaert ·
2012: Madison, Felix, Knight, Jeter ·
2016: Madison, Felix, Gardner, Bowie ·
2020: Williams, Thompson-Herah, Fraser-Pryce, Jackson ·
2024: Jefferson, Terry, Thomas, Richardson